# After Everything
Pour plus de détails, voir Fiche technique et Distribution.
After Everything est un film américain de Joey Power et Hannah Marks, sorti en 2018.

## Fiche technique
- Titre : After Everything
- Réalisation : Joey Power et Hannah Marks
- Scénario : Joey Power et Hannah Marks
- Musique : Xander Singh
- Pays d'origine : États-Unis
- Genre : comédie dramatique
- Date de sortie : 2018

## Distribution
- Jeremy Allen White : Elliot
- Maika Monroe : Mia
- Marisa Tomei : Dr. Lisa Harden
- DeRon Horton : Nico
- Olivia Luccardi : Janelle
- Gina Gershon : Tracy
- Joe Keery : Chris
- Callie Thorne : Celia
- Dean Winters : Blake
- Marlyne Barrett : Dr Beatty
- Rya Kihlstedt : Rebecca
- Sasha Lane : Lindsay
- Sendhil Ramamurthy : David
- Bill Sage : Paul
- Jordan Monaghan : Hope
- Peter Vack : le survivant du cancer